# Johan Coolen
Johan Coolen OT (* um 1668 in Gemert; † 28. November 1729 in Overrepen) war Priester im Deutschen Orden.
Nachdem Coolen eventuell in seiner Heimat die Lateinschule der Kommende Gemert des Deutschen Ordens besucht hatte, immatrikulierte er sich am 24. Juni 1685 an der Universität zu Löwen, wo er gleichzeitig ein Stipendium im Priesterseminar des Deutschen Ordens erhielt.
Nachdem Coolen, der Latein, Niederländisch und Französisch sprach, in der Kommende Neuenbiesen zu Maastricht das Noviziat absolviert hatte, legte er am 14. Januar 1694 in der Landkommende Alden Biesen seine Profess auf die gleichnamige Ballei ab.
Weiterhin im Priesterkonvent der Kommende Neuenbiesen lebend und seit 1695 mit einem Altarbenefizium an der Pfarrkirche zu Gruitrode ausgestattet, berief ihn der Landkomtur am 30. Oktober 1709 zum Pfarrer von Bekkevoort. Da es einige Unstimmigkeiten mit dem Erzbischof von Mechelen hierzu gab, versah er dieses Amt ab dem 30. Januar 1710 als Deservitor (Pfarrverwalter).
Der am 27. April 1720 ausgesprochenen Berufung zum Komtur und Pfarrer von Saint-Andre in Lüttich folgend, resignierte er jedoch schon im April 1726 auf diese Stellung und übernahm am 2. Mai 1726 die Pfarrei Overrepen.

siehe auch: Kommende Saint-Andre, Pfarrei Deutscher Orden
| Personendaten    | Personendaten               |
| ---------------- | --------------------------- |
| NAME             | Coolen, Johan               |
| ALTERNATIVNAMEN  | Coolen, Johan OT            |
| KURZBESCHREIBUNG | Priester im Deutschen Orden |
| GEBURTSDATUM     | um 1668                     |
| GEBURTSORT       | Gemert                      |
| STERBEDATUM      | 28. November 1729           |
| STERBEORT        | Overrepen                   |